# Pervyj trollejbus
Pervyj trollejbus (russisk: Первый троллейбус) er en sovjetisk spillefilm fra 1963 af Isidor Annenskij.

## Medvirkende
- Irina Gubanova som Sveta Soboleva
- Lev Sverdlin
- Nina Sazonova som Marija Ignatjevna
- Aleksandr Demjanenko som Sergej
- Dalvin Sjjerbakov som Pavel